# Dzserba
Dzserba (nyugati névalakjai: Djerba, Jerba, Jarbah vagy Girba; arabul جربة, a klasszikus ejtést figyelembe véve [Dzsirba]; latinul Meninx) 514 km²-es területével Tunézia legnagyobb szigete, kedvelt turistaközpont. Legmagasabb pontja csupán 155 méter.

## Fekvése
A sziget Tunézia partjaihoz közel, a Gabès-öbölben helyezkedik el.
A talaj jól művelhető. A sziget legnagyobb városa a 60 000 fős lakosságot számláló Houmt-Souk

## A népesség vallási, nemzetiségi megoszlása
A szigetet főként szunnita muszlim vallású arabok lakják, de élnek köztük berberek és zsidók is.

## Története

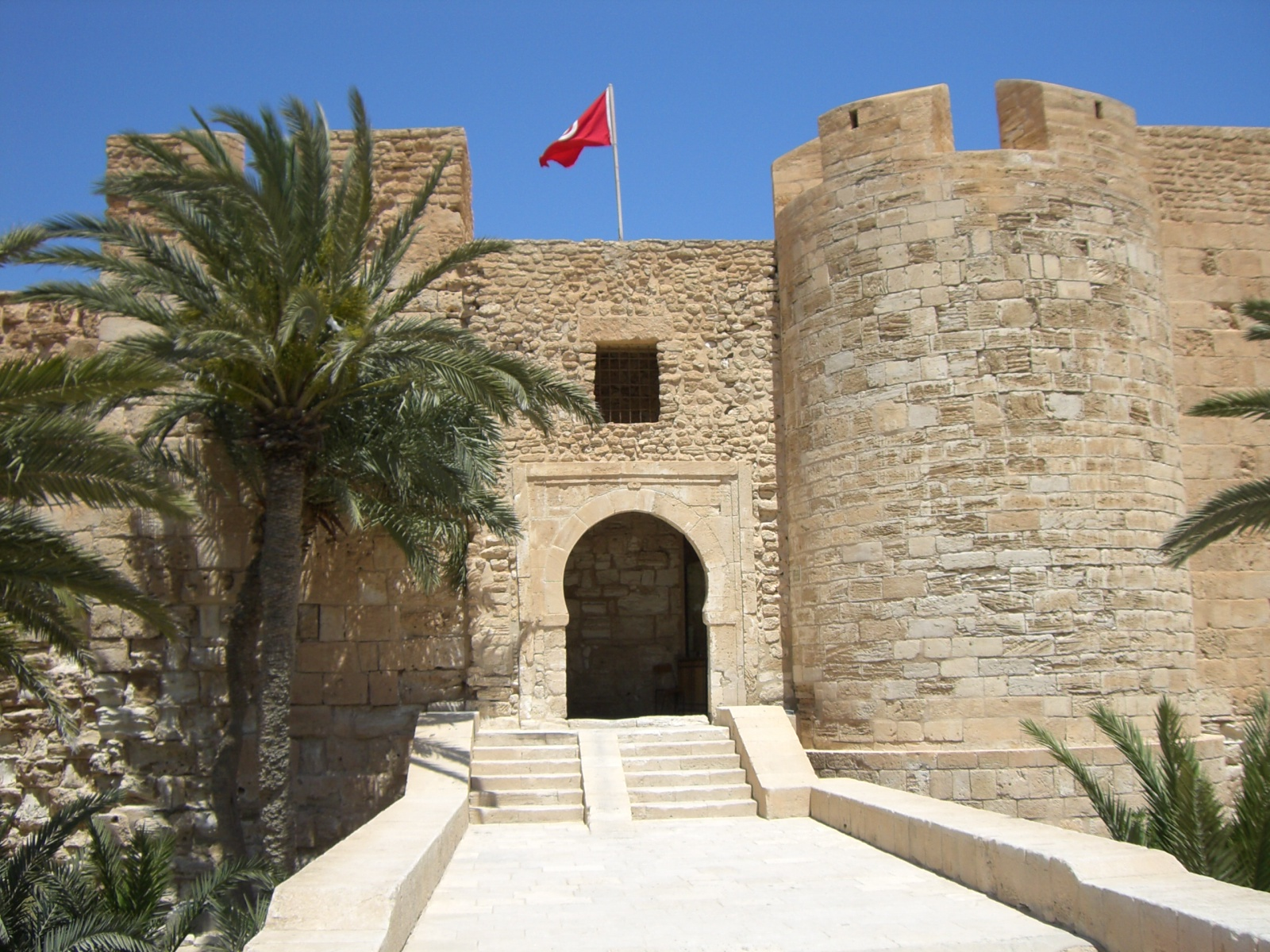
Houmt-Souk, Bordj el Kebir erőd

Dzserba történelmének kezdete a legendák világába vész, a sziget Homérosz híres eposzának az Odüsszeiának egyik színhelye, a híres "lótuszevők" szigete, [Tunézia (Panoráma, 1986) ISBN 963 243 844 2] amelytől a főhős, Odüsszeusz oly nehezen válik meg.
Partjait a történészek feltételezései szerint már a föníciaiak is elérték. A karthágói punok „Menix” néven emlegették, és ez a neve a Római Birodalom írásos emlékeiben is, amelyek több, a szigeten virágzó város nevét - Girba, Haribus - említik. Itt született két rövid uralkodási idejű római császár: Trebonianus Gallus és fia Volusianus (251-253) társcsászárok is. A szigeten a kereszténység korai behatásának bizonyítéka, hogy 255-ben már saját  püspöksége volt. Megfordultak a szigeten a vandálok, majd a föniciaiak után 677-ben megjelentek az arabok, akiket szicíliai normannok, spanyolok, törökök követtek. Végül a 15. századtól a dzserbaiak a környék legügyesebb kalózai lettek, akik még a felszámolásukra induló föniciaiakat, spanyolokat és nápolyiakat is megfutamították.
1560-ban a szigeten, illetve partjai előtt vívta a pipogya Gian Andrea Doria admirális vezette spanyol flotta a Piali pasa vezette oszmán hajóhaddal azt a dicstelen ütközetet, amely a következő két évtizedre (a lepantói csatáig) biztosította a török tengerészet uralmát a Földközi-tengeren (Regan).
Dzserba sziget őslakossága berber eredetű, akik igen nehezen hódoltak be az arab befolyásnak, s akik még az átvett iszlám  vallásból is saját szektát (karidzsiták) alakítottak ki, amely az iszlám nem ortodox szektája. Élnek itt szudáni eredetű, fekete bőrű négerek, akiknek őseit nagyrészt rabszolgaként vásárolták, illetve telepítették le szolgálónak, de az őslakossághoz számítható az a ma már néhány száz lélekre leapadt zsidó közösség is, melynek elődei több mint kétezer éve menekültként telepedtek itt meg. Az őslakosság létszáma állandó fogyásban van. 
Sajátságos a sziget településszerkezete, melynek jellemzője a szétszórt, tanyavilághoz hasonló magányos gazdaságok nagy száma. Igazán városiasodott települése a szigetnek nincs is. Székhelye, Houmt-Souk kis települések halmaza, közepén az adminisztrációval és a bazárral, piaccal. Ez a forma ősidők óta így alakult, azóta is őrzik.

## Turizmus

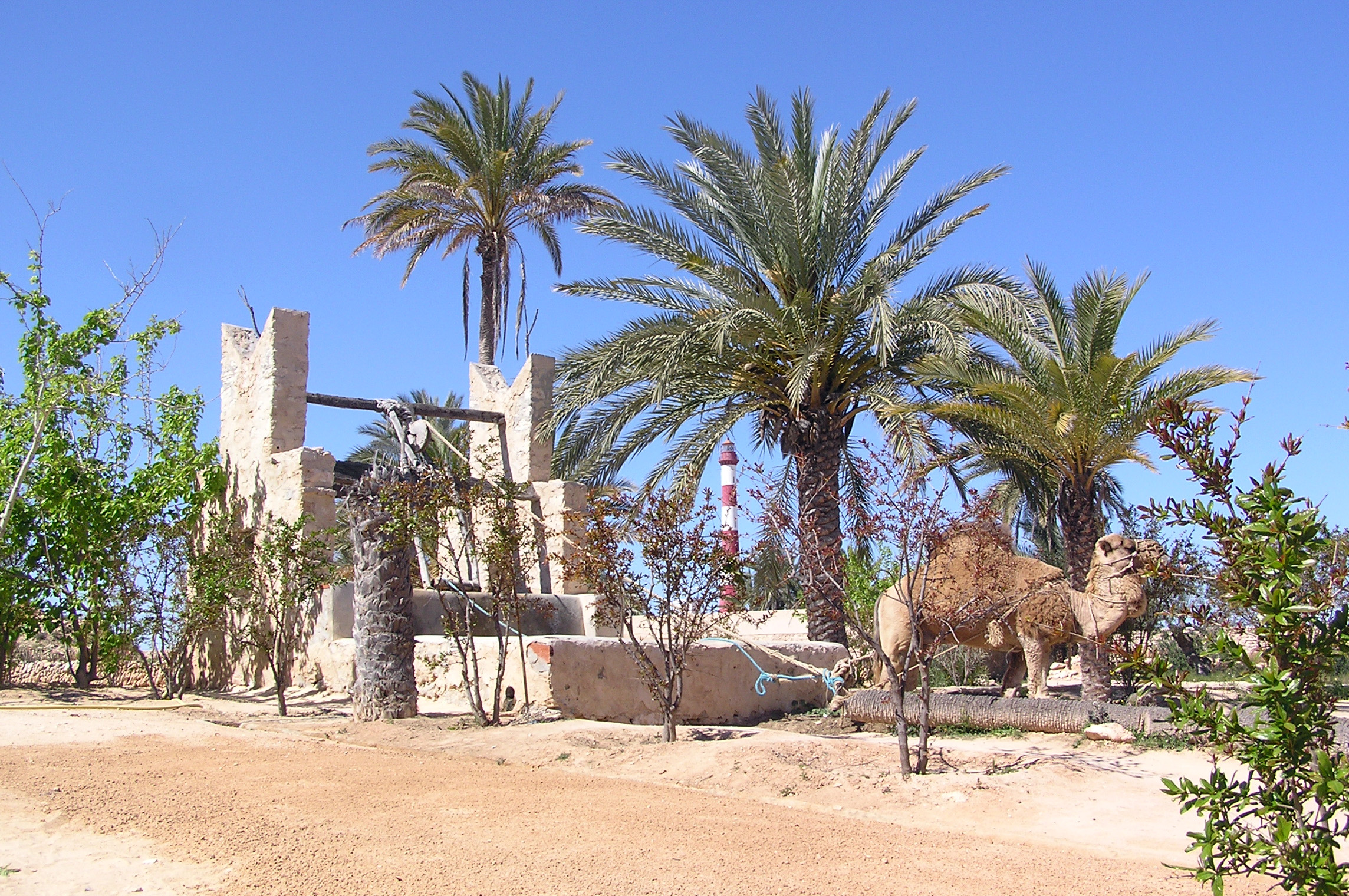
Dzserba

A sziget népszerű turisztikai célpont, főképp a oroszok, franciák, németek, olaszok és csehek körében. Az egyik turistákat vonzó tény, hogy a sziget egy Tunézia azon kevés helyei közül, ahol a berber nyelvet még beszélik. Egy másik tény, mely vonzza a turistákat, hogy 1977-ben Tunéziában forgatták az első Csillagok háborúja filmet. A filmben lévő Mos Eisley várost Ajim városában hozták létre. A szigetet körbeveszik a luxusszállodák.

## Éghajlata
| Hónap | Jan. | Feb. | Már. | Ápr. | Máj. | Jún. | Júl. | Aug. | Szep. | Okt. | Nov. | Dec. | Év   |
| --- | ---- | ---- | ---- | ---- | ---- | ---- | ---- | ---- | ----- | ---- | ---- | ---- | ---- |
| Rekord max. hőmérséklet (°C) | 27,7 | 35,2 | 35,0 | 38,6 | 43,7 | 46,0 | 45,2 | 46,3 | 42,8  | 40,0 | 33,5 | 28,6 | 46,3 |
| Átlagos max. hőmérséklet (°C) | 16,5 | 17,8 | 20,3 | 23,1 | 26,6 | 30,0 | 32,9 | 33,5 | 30,9  | 27,6 | 22,4 | 17,8 | 25,0 |
| Átlagos min. hőmérséklet (°C) | 9,2  | 9,6  | 11,6 | 14,2 | 17,5 | 20,8 | 23,1 | 24,3 | 22,8  | 19,5 | 14,7 | 11,0 | 16,6 |
| Rekord min. hőmérséklet (°C) | 0,0  | 1,0  | 4,0  | 5,0  | 6,0  | 12,0 | 15,0 | 14,0 | 14,0  | 10,0 | 3,0  | 1,0  | 0,0  |
| Átl. csapadékmennyiség (mm) | 27   | 14   | 16   | 12   | 5    | 1    | 0    | 1    | 20    | 36   | 27   | 41   | 203  |
| Havi napsütéses órák száma | 208  | 207  | 245  | 264  | 313  | 321  | 375  | 350  | 276   | 248  | 213  | 205  | 3225 |
| Forrás: Institut National de la Météorologie (precipitation days/humidity/sun 1961–1990), NOAA (humidity and sun 1961–1990), Meteo Climat (record highs and lows) |      |      |      |      |      |      |      |      |       |      |      |      |      |

| Dzserba                                     | Dzserba     | Dzserba     | Dzserba     | Dzserba     | Dzserba     | Dzserba     | Dzserba     | Dzserba     | Dzserba     | Dzserba     | Dzserba     | Dzserba     | Dzserba     |
| Month                                       | Jan         | Feb         | Mar         | Apr         | Maj         | Jun         | Jul         | Aug         | Sep         | Okt         | Nov         | Dec         | Évi átl.    |
| ------------------------------------------- | ----------- | ----------- | ----------- | ----------- | ----------- | ----------- | ----------- | ----------- | ----------- | ----------- | ----------- | ----------- | ----------- |
| Tengervíz hő. °C (°F)                       | 16.0 (61.0) | 15.0 (59.0) | 16.0 (61.0) | 17.0 (63.0) | 19.0 (66.0) | 22.0 (72.0) | 26.0 (79.0) | 28.0 (82.0) | 27.0 (81.0) | 25.0 (77.0) | 22.0 (72.0) | 18.0 (64.0) | 20.9 (69.8) |
| Átl. nappali órák                           | 10.0        | 11.0        | 12.0        | 13.0        | 14.0        | 14.0        | 14.0        | 13.0        | 12.0        | 11.0        | 10.0        | 10.0        | 12.0        |
| Átl. UV index                               | 3           | 4           | 6           | 8           | 9           | 10          | 11          | 10          | 8           | 6           | 4           | 3           | 6.8         |
| Source #1: Weather2Travel (sea temperature) |             |             |             |             |             |             |             |             |             |             |             |             |             |
| Source #2: Weather Atlas                    |             |             |             |             |             |             |             |             |             |             |             |             |             |